# 韓鏞 (明朝)
韓鏞，字文亮，福建福州府福清县人，明朝政治人物、進士出身。

## 生平
天順六年（1462年），福建壬午乡试中舉。成化二年（1466年）丙戌科會試中進士，后升任户部郎中，迁陕西参政。